# Petrovaradinska tvrđava
Petrovaradinska tvrđava je tvrđava u Petrovaradinu, pored Novog Sada.

## Povijest
Ispod tvrđave je postojalo utvrđeno naselje 2 tisuće godina prije Krista. Utvrda je na stijeni. Korijeni tvrđave stari su 20 stoljeća. Zahvaljujući njoj Petrovaradin postoji kao utvrđeno i naseljeno mjesto. Utvrda je smještena na ogranku Fruške gore na 40 metara relativne visine nad Dunavom, na desnoj obali. Bila je jedno od najvažnijih vojnih i strateških mjesta na panonskom prostoru.  Rimljani su na ovom mjestu u 1. stoljeću podigli utvrdu i promatračnicu nakon što su pokorili ovdašnja keltska plemena. Poslije pada Zapadnog Rimskog Carstva ovdje dolaze Huni. Raspadom hunske države ovdje je došao Bizant. Petrovaradin se razvija od 1237. godine, kad ga je ugarski kralj Bela IV. darovao francuskim cistercitima iz Šampanje. Cisterciti su ovdje sazidali samostan Belefons, a radi zaštite, oko 1330. godine povećali su i jače utvrdili postojeću utvrdu. Novo proširenje i utvrđivanje bilo je između 1490. i 1494. koje je sproveo nadbiskup Petar Varda (Petrus de Varda). Od tih godina tvrđava je iz dva dijela - Gornji i Donji grad. Gornji grad je više prava utvrda nego Donji. Gornji grad je visokih bedema, sa smještajnim prostorijama za vojsku, vojnim skladištima i osmatračnicama. Donji grad više je stambeni. Čine ga uske ulice i kuće malih dvorišta. Ali i Donji grad opasava bedem i čine jednu cjelinu.
Kad su Osmanlije zauzele Beograd 1521., namjera je bila dalje osvajati ka sjeverozapadu. Petrovaradinska tvrđava bila je prva i pala je nakon duge opsade, 15. srpnja 1526. godine. Osmanlije su njome vladali 160 godina. 
Evlija Čelebi je o Petrovaradinu zapisao da grad Varadin leži na obali rijeke Dunav, njegova citadela ima šestokutni oblik, a nalazi se na jednom visokom brdu. To je neprustupačan, čvrst i uistinu star grad... Grad ima sedam velikih kula, svi bastioni izgrađeni su skladno. U tvrđavi je tada bilo 200 daskom pokrivenih kuća bez ograda i bašča, Sulejman-hanova džamija, skladište municije i žitni ambari. Na jugoistočnoj strani su brijegovi sa vinogradima. Veliki turski rat 1683. – 1699. donosi kršćansku ofenzivu. Austrijska vojska oslobodila je tvrđavu 1687. godine. Zbog sprječavanja protunapada, ubrzano ju je bolje utvrđivala, jer turska opasnost još nije jenjala. Tek su ih očekivale borbe za potiskivanje Turaka iz Podunavlja. Osmanlije su ipak uspjele opet zauzeti tvrđavu, no samo zakratko, jer su ju austrijske postrojbe opet oslobodile 17. kolovoza 1691. godine. 1692. godine grade dvije obrambene crte s 14.000 vojnika. Ta izgradnja i utvrđivanje dala je današnji izgled tvrđave. 
1698. godine dovršen je pontonski most kojim je tvrđava povezana s utvrđenim mostobranom na lijevoj obali. Na toj obali niklo je naselje od oko 1000 stanovnika koje je 1748. naraslo na 4620, a carica Marija Terezija proglasila ga je slobodnim gradom pod nazivom Neusatz (Novi Sad). Zadnji veliki napad Turaka odbijen je u velikoj bitci 5. kolovoza 1716. godine pokraj Petrovaradina. 80.000 kršćanskih vojnika pod vodstvom Eugena Savojskog strahovito je porazilo vojsku od 200.000 Turaka pod vodstvom Damad Ali paše. Vojno nadograđivanje nije zastalo, jer osmanska granica ipak je i dalje bila blizu. Od 1768. gradil su se četverokatni podzemni hodnici i skladišta od kojih neka vode ispod Dunava. Ukupne su dužine preko 16 km. 
Početkom 19. stoljeća bila je ovo jedna je od najvećih i najsigurnijih tvrđava u Europi. Imala je 4000 vojnika i 800 topova. Revolucionarne 1848./49. (bečka, mađarska, francuska revolucija) posada tvrđave priklonila se revolucionarima, za razliku od Novog Sada gdje je bila vojska odana caru. S 200 topova posada je bombardirala Novi Sad i uništila 70 posto grada. Ratna razaranja Prvog i Drugog svjetskoga rata zaobišla su Petrovaradinsku tvrđavu, unatoč blizini granica. Vojnu namjenu zadržala je do 1951. godine. Potom je prešla pod civilnu upravu. Danas je na površini od 112 hektara, po čemu je druga tvrđava po veličini u Europi, nadimka "Dunavski Gibraltar".

## Turizam
Petrovaradinska tvrđava s podgrađem danas je veliki adut vojvođanskog turizma. Posljednjih godina održava se glazbeni festival EXIT, zbog čega je tvrđava na meti mladeži iz cijele Europe, koji dolaze u Novi Sad na festival.
Proglašen 1991. godine za spomenik kulture Republike Srbije od izuzetnog značaja.

## Vanjske poveznice
- Scrinia Slavonica Petrovaradinska tvrđava od kraja 17. do kraja 18. stoljeća / Josip Kljajić, Sv.1 (2001), str. 58-86
- Izvještaji Caraffine komisije o uređenju Slavonije i Srijema nakon osmanske vladavine 1698. i 1702. godine / Ive Mažuran, Osijek : Sveučilište u Osijeku : Historijski arhiv, 1989.
- Srijemski i podunavski biseri : hrvatski doprinos Srijemu / Vlatko Rukavina ; [fotografije Zvonko Sajfert, Vlatko Rukavina, Boris Ćavar], Zagreb : Vlatko Rukavina, vlast. nakl. : Nova stvarnost, 2001.
- Marko Kljajić, Sveti Juraj u Petrovaradinu, Petrovaradin, 2004.